# 三河島事故
三河島事故是發生在1962年5月3日，發生在日本東京的嚴重鐵道事故，該次事故為國鐵戰後五大事故之一。

## 事故經過
1962年5月3日晚間9點36分（日本東京時間），於國鐵常磐線三河島站，行駛於常磐貨物線的下行287次貨物列車（田端貨車場發車，往水戶方向，由D51型牽引45輛貨車編組），在常磐貨物線匯入常磐線前的號誌機，未遵照停止信號而冒進，進入安全側線之後出軌，造成機車、煤水車與其後一節罐車出軌，機車與煤水車阻塞了下行主線。
隨後，在三河島站晚287次貨物列車4分鐘出發的下行2117H次客運列車（上野發車，往取手方向，電車6輛編成），在常磐貨物線與常磐線下行主線會合點附近，正以約60公里時速行駛，司機員發現了287次脫軌車輛發濺的火花而緊急剎車，但2117H次的前兩輛車廂還是撞上了機車與煤水車，出軌而阻塞了上行的主線，這次撞擊造成25人受傷。事故發生後，2117H號列車上的乘客沿著上行軌道走向南千住站或三河島站，發現事故的鐵路沿線居民也協助救援，在軌道路堤上放置梯子營救乘客，並爬上軌道協助疏散。
但操作信號機的人員因為忙著處理善後就忘了發出號誌警告其他列車。
在第287次貨物列車出軌、2117H次電車相撞脫軌約6分鐘後，比預定時間晚點約2分鐘從南千住站出發的上行2000H次客運列車（從取手開往上野，電車9輛編組）以約80公里/小時的速度接近事故現場。2000H次司機員發現2117H次阻塞了上行主線便緊急剎車，但為時已晚，列車撞倒了不少在軌道上行走的旅客，並撞上了出軌至上行主線的2117H次列車第一節與第二節車廂。 2117H次列車前兩節車廂全毀。2000H次列車共有5節車廂脫軌，其中首車脫軌翻覆全毀，其後第二至四輛車出軌後掉下路堤。
結果造成160人死亡，358人受傷。

## 事故過程
因為4月30日發生的宮城縣北部地震與其餘震對路線造成的影響，事故當天常磐線的運轉處於混亂狀態；東北本線古河站發生的出軌事故也造成了一定影響，混亂持續到夜間。依照正常時刻表，287次貨運列車並不停靠三河島站而直接進入常磐線下行主線。但是，上野開往取手方向的2117H次客運列車從上野站比預定時間晚了約2分30秒出發，到達三河島站時也仍然誤點。因此，287次貨運列車要在常磐貨運線匯入主線前的出發信號機前停車，待避從三河島站出發的下行客運列車。
287次貨運列車進入三河島站時進站號誌為警告信號（黃色），但司機員沒注意到前方出發號誌顯示停車信號（紅色），直到通過轉轍器前才注意到停車信號並進行緊軔，但為時已晚，機車進入安全側線，撞上緩衝塊並脫軌，向下行主線傾倒而停住。
287次貨運列車衝過安全側線並脫軌的幾秒鐘後，比預定時間晚了四分鐘從三河島站出發的2117H次電車駛近了事故現場。司機緊急煞車，但為時已晚，列車以約40公里/小時的速度撞上了287次的機車，導致第一節和第二節車廂脫軌，堵塞了上行主線。結果2117次客運列車上的25名乘客受到輕傷，而第一、第二節車廂因集電弓脫離架空電線而無法供電。位於最後一節車廂（第六節）的列車長打開了車門， 乘客下車沿著上行軌道，前往三河島站方向。 2117H次列車長嘗試以車內電話聯絡司機，但沒有回應，於是下車走向第一車。
另一方面，附近的三河島站信號所的工作人員將下行主線的信號變更為停止信號（紅色），並將事故通報給三河島站副站長，副站長將事故情況報告給常磐線運轉指令所以其他相關單位，並暫停了下行方向後續列車的運行。由於此時尚未確認上行路線被阻斷，因此僅報告發生了事故。
由於地震影響，由取手站開往上野的2000H次電車在南千住站誤點兩分鐘開車。這時三河島站信號所電話通知南千住站信號所上行路線發生阻塞，號誌員隨即將出發號誌改為停止號誌（紅色），但此時2000H次已經駛過號誌機。不知道發生事故的 2000H次列車司機正常行駛，但接近事故現場時，發現2117H次列車阻塞了上行軌道，於是緊急剎車，但為時已晚，列車撞上了2117H次列車的前兩節車廂，又碾壓了多名沿著上行軌道行走的旅客。  
2000H次列車的第一節車廂撞上了2117H次車的第一、第二節車廂後脫軌翻車，車體像從上方壓扁的盒子一樣嚴重損毀，橫躺在軌道上停下。第二至第四輛車脫軌並墜下路堤，其中第二節車撞進了鐵軌旁的倉庫。下行的2117H次列車第一節車廂全毀，現場僅剩車廂左側牆。第二節車的前半部也撞到不見了。最終，2117H次和2000H次兩班列車上的乘客和司機共160人死亡，358人受傷。死傷者包括撤離脫軌的2000H次列車時從高架軌道上摔落的人員。

## 原因
最初下行貨物列車司機誤認號誌並錯認為路線有開通。由於蒸汽機車的視線受到鍋爐遮擋，又擔心蒸汽機車於坡道上停車後再次啟動困難，而忽略號誌。
另外，三河島站站員難以直接確認事故現場狀況，也是間接原因。除事發地點距離三河島站號誌樓約百公尺外，當天由於接近新月，夜晚視線不佳，實際到現場確認事故狀況才回報，被認定與事故有關。

## 影響

### 政策修改
國鐵將「非不得已不停駛」的政策修正為「只要事故發生，不論規模大小，儘快停止列車」。但之後受到北陸隧道列車火災事件影響，此一政策再次受到質疑。

### 引進自動列車停止裝置
1956年六軒事故發生後，國鐵原計畫裝設自動列車停止裝置（ATS），由於三河島事故的發生，提前裝設於全國主要幹線。

### 列車防護無線装置
國鐵針對進入常磐線的全車輛裝備信號炎管，並開始開發列車防護無線装置。

### 法律責任追究
287次貨物列車司機員與助理、2117H次列車行車人員、三河島站站員遭判刑。其中2117H次的司機雖第一次撞擊當下昏迷，但之後清醒並逃離事故車，因未通報第一次撞擊現場狀況一事而被追究。
東京地方檢察廳以業務過失、業務過失致死、業務過失致傷害等罪名，起訴了九名國鐵員工（287次貨物列車的司機員、助理司機、列車長；2117次客運列車的司機員、列車長；三河島站的第一副站長、信號兼運轉員、信號員；隅田川站的運轉員），其理由是在初次事故至2000H次撞擊之間的六分鐘未採取行動阻止事故發生。
結果三河島站副站長及信號兼運轉員被判有期徒刑一年、緩刑三年，信號員被判處有期徒刑八個月，緩刑二年。貨物列車的司機員被判有期徒刑三年，助理司機則是1年3個月有期徒刑。下行2117H次列車司機員與列車長被判處1年6月有期徒刑。貨運列車列車長和隅田川站運轉員被判無罪。 1973 年6月最高法院最終判決確定，四名被判入獄男子被國鐵解僱。裁判時也認為如果列車調度員下達停車指令，是可能避免事故發生的，但調度員未被起訴，不須承擔刑事責任。